# Podisus fretus
Podisus fretus är en insektsart som beskrevs av Jerry Olsen 1916. Podisus fretus ingår i släktet Podisus och familjen bärfisar. Inga underarter finns listade i Catalogue of Life.